# Джаз-фанк (танец)
Джаз-фанк (англ. Jazz-Funk) — современный танцевальный стиль, используемый в коммерческом продвижении поп-культурных исполнителей, шоу-бизнесе, рекламных перформансах и сценических постановках. Возник в 2000-х годах в США и является гибридом хип-хопа, джазового танца, свинга, балета, вога, вакинга и их ответвлений. Отличается массовой направленностью, танцевальным ритмом и четкостью движений.

## История возникновения
Несмотря на название, направление не имеет ничего общего с джазовой музыкой. Название «Джаз-фанк» (Jazz Funk) было придумано с целью исключить критические сравнения с хип-хопом. Движения сложные, эффектные, но очень чувственные и выразительные. Этот стиль — сильное средство для самовыражения, которое позволяет танцорам проявить физические и хореографические способности. Элементы джаз-фанка легко узнаваемы в музыкальных клипах и выступлениях поп-культурных исполнителей.
По мере того, как хип-хоп набирал популярность, его движения и ритмы начали отдаляться от своего спонтанного происхождения в уличных стилях Нью-Йорка, поскольку он получил дальнейший доступ в музыкальные клубы и на коммерческое телевидение. Был создан большой спрос на более кодифицированные и точные движения, которые будут использоваться продюсерами и хореографами на развивающемся коммерческом танцевальном рынке уличных стилей. Джаз-фанк определяется его отличием от танцевального хип-хопа в умах пуристов этого жанра, и в то же время занимает значительное место в танцевальной и музыкальной коммерции начиная с 2000х годов. Джаз-фанк возник как форма искусства, когда хореографы увидели движения из нового мира хип-хопа и объединили их с элементами стиля из мира танца в целом для более широкого использования.

## Основоположники
Основоположниками джаз-фанка являются американский танцор и хореограф Фридман, занимавшийся на тот момент постановками танцевальных номеров для турне Бритни Спирс, и американский хореограф Ньюберри, который работал с такими звездами американской эстрады, как Эминем и Пинк, и Кевин Махер, хореограф, работавший с Дженнифер Лопес, Ники Минаж, Джастином Бибером и другими. Они соединили классику джаза и элементы хип-хопа, хауса и вакинга, чтобы сделать хореографию максимально зрелищной и четко отображающей динамику музыки, под которую она исполняется.
Помимо них, одними из самых известных хореографов в стиле джаз-фанк считают Франциско Гомеса, Боргато и МакГрата.

## Ключевые движения
Хотя джаз-фанк заимствован из танца хип-хоп, он не считается этим стилем, потому что основные движения взяты из джаза. В хип-хопе — даже в лирическом — нет ни пируэтов, ни арабесок, и танцоры не выступают на релеве релеве (на подушечках стоп). Однако эти методы используются в джаз-фанке и в джазовом танце в целом. В хип-хопе можно увидеть большие шаги и размашистые движения руками, исходное положение тела подразумевает мягкую, слегка согнутую спину. В джаз-фанке все движения мелкие, плавно сменяющие друг друга, используется прямая хореографическая постановка тела.
Именно прямая постановка спины отличает это танцевальное направление от множества других, одновременно делая танец максимально сложным, особенно когда речь идет о начинающих.
Качественное исполнение основных элементов требует от танцора не только высокой хореографической подготовки, но и немалых физических нагрузок.
Главный элемент – это импульс, создаваемый благодаря своевременному сокращению мышц. Импульс образуется и проявляется в верхней части тела танцора, расходится от груди, плеч,локтей. Тело совершает быстрое движение в сторону или вперед. Каждый новый «импульс» – это точка, которая провоцирует зарождение нового.
Также характерными движениями стиля являются:
- Waves (волны). Они могут быть как резкими и ломаными, так и, напротив, мягкими и плавными. Грамотное использование волн может создать необычные узоры и формы.
- Step-step. Это движение, обозначающее шаги в сторону.
- Slide Slide. В переводе “скольжение”.

## Характерные особенности джаз-фанка
Главной отличительной особенностью стиля является его использование в шоу бизнесе. Коммерческая хореография представляет собой танцевальные постановки, специально созданные для фильмов, рекламы, модных показов и музыкальных видеоклипов.
Джаз-фанк - это более точная и написанная по сценарию форма танца, чем хип-хоп, с изоляциями, кувырками и плотной работой ног, доминирующей в хореографии. Здесь, как и в балете, могут быть фоновые танцоры, которые привлекают внимание к главным звездам в центре перформанса или клипа. Также существуют специализированные студии и мастер-классы, деятельность которых основана на танцевальных движениях, упражнениях и растяжках в стиле джаз-фанк, а также на хореографии и постановке.
Такая спонтанная активность пластики, как импульсы, неизменно приковывает внимание зрителей. Джаз-фанк сложно разобрать на отдельные элементы, этот танец подчиняется музыкальному ритму и подстраивается под особенности исполнителя. Харизма танцора в этом танце особенно заметна и важна. Каждый хореограф вкладывает в этот стиль свою неподражаемую индивидуальность, характер и эмоции. Джаз-фанк – прекрасный способ самовыражения вне ограниченности социальными и любыми другими условностями. Группа румынских исследователей университета Орадя подтвердила, что джаз-фанк положительно влияет на креативность и хореографическое воображение танцоров, причем развивает их лучше, чем это делает, например, хип-хоп.
Танцевать в этом стиле не так уж просто – нужна хорошая физическая подготовка, выносливость, пластичность и умение выполнять некоторые акробатические навыки.

## Причины популярности стиля
Джаз-фанк популярен в молодёжной среде практически в каждой стране. Данный танец является универсальным языком, понятным всем. Причем танцевальная система джаз-фанка может меняться в зависимости от музыки. Это связано с тем, что направление заимствует элементы из множества стилей и их ответвлений. Постановки современной хореографии в целом ориентированы на медиасреду, которая требует зрелищности и визуальной привлекательности , но именно джаз-фанк является одним из самых популярных танцев, используемых при создании перформансов и клипов.
Его известность обусловлена тем, что этот стиль позаимствовал у других самые выразительные и яркие элементы. Он позволяет импровизировать и выражать эмоции. Это делает танец экспрессивным, очень энергичным и динамичным, соответствующим поп-музыке. Танцоры джаз-фанка получают возможность выразить себя с помощью особого языка тела.
Этот стиль разработан, чтобы иметь широкую привлекательность. Согласно исследованиям, в России джаз-фанк входит в тройку самых популярных и часто используемых в танцевальных школах стилей современного танца.
Поскольку джаз-фанк широко распространен в поп-музыке, он пользуется популярностью среди пользователей YouTube, которые стремятся копировать и учить движения. Преимущества джаз-фанка:
- укрепление всех групп мышц и совершенствование осанки;
- стимуляция работы дыхательной и сердечно-сосудистой систем;
- развитие опорно-двигательной системы, вестибулярного аппарата и координации;
- развитие грациозности, гибкости и пластичности;
- выражение эмоционального состояния через искусство импровизации;
- повышение уверенности в себе и формирование креативного мышления;
- избавление от стресса, заряд позитивных эмоций и хорошего настроения;
- развитие креативности и хореографического воображения.[6]

## Джаз-фанк в поп-культуре
Джаз-фанк фигурирует в клипах и выступлениях таких исполнителей, как:
- Бритни Спирс
- Джанет Джексон
- Леди Гага
- Мадонна
- Рианна
- Кристина Агилера

Но самым известным исполнителем джаз-фанка в мире поп-музыки стала американская певица Бейонсе. Ни одна её хореографическая постановка не обходится без этого танцевального направления. Хореографию к её песням заучивают фанаты и ставят для своих учеников хореографы танцевальных студий всего мира.
Так как при создании танцев в стиле джаз-фанк очень важно выбрать правильную музыку, то, как правило, это песни из поп-жанра, ритмичные, озорного характера, сочетающие в себе резкие и плавные переходы, как и сам танец.